# شليتس
اشليتس (فوغلزبرغكرايس) (بالألمانية: Schlitz, Hesse) هي بلدة، مدينة وبلدة ألمانية تقع في ألمانيا في Vogelsbergkreis. يقدر عدد سكانها بـ 10,134 نسمة .

## المدن التوأمة
مدينة Bogyiszló هي مدينة توأمة لـاشليتس (فوغلزبرغكرايس).

## معرض صور

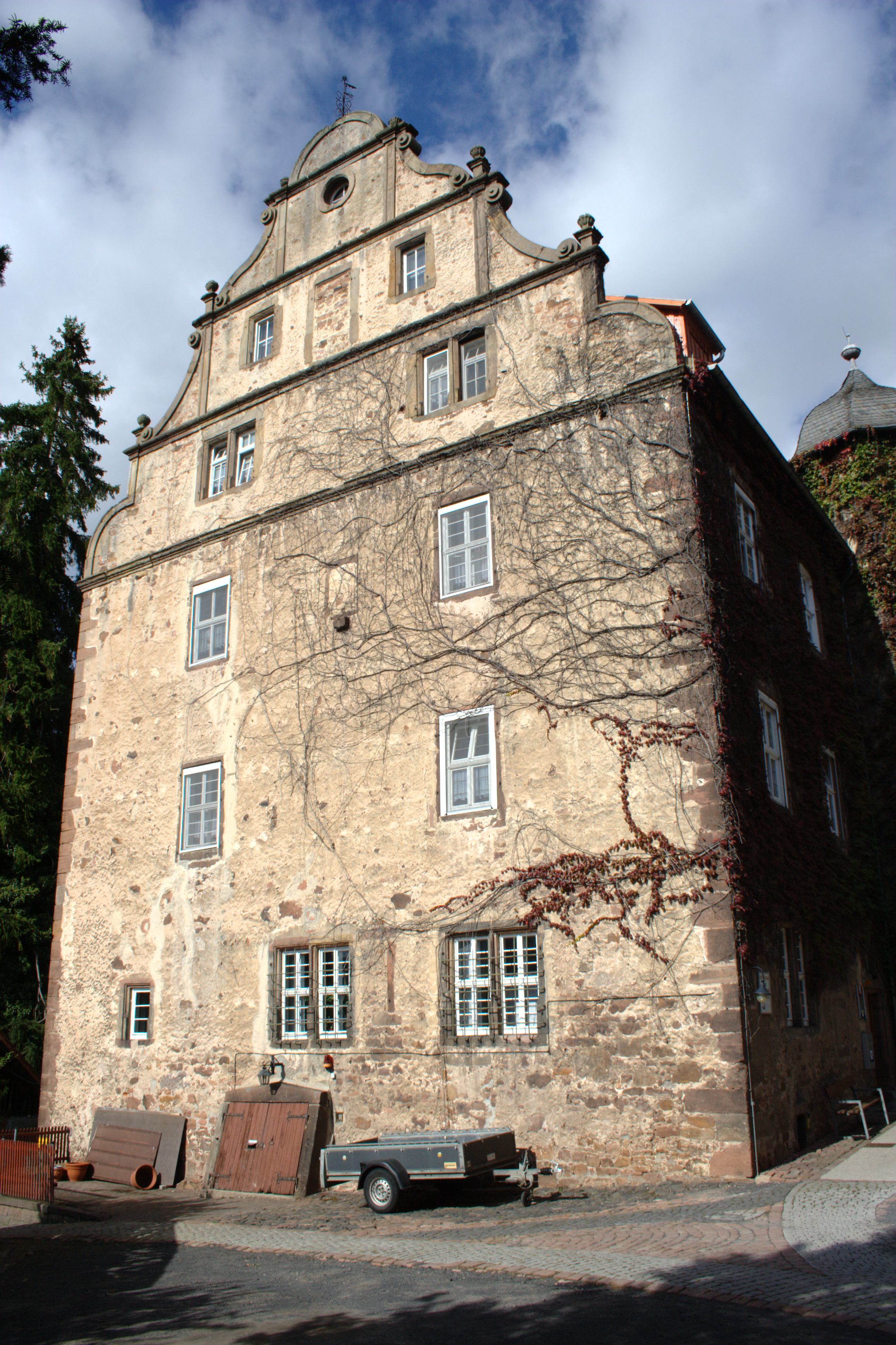
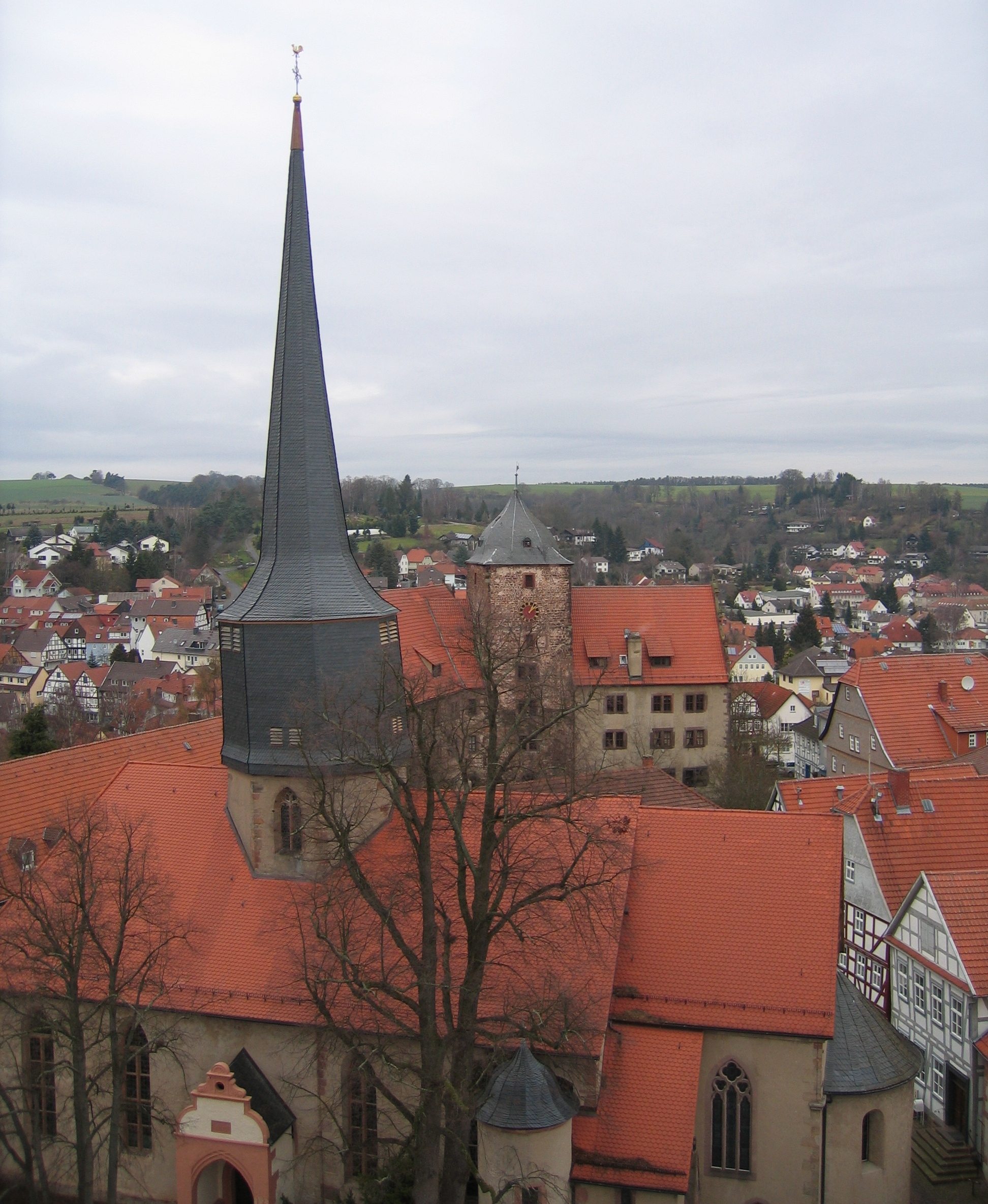
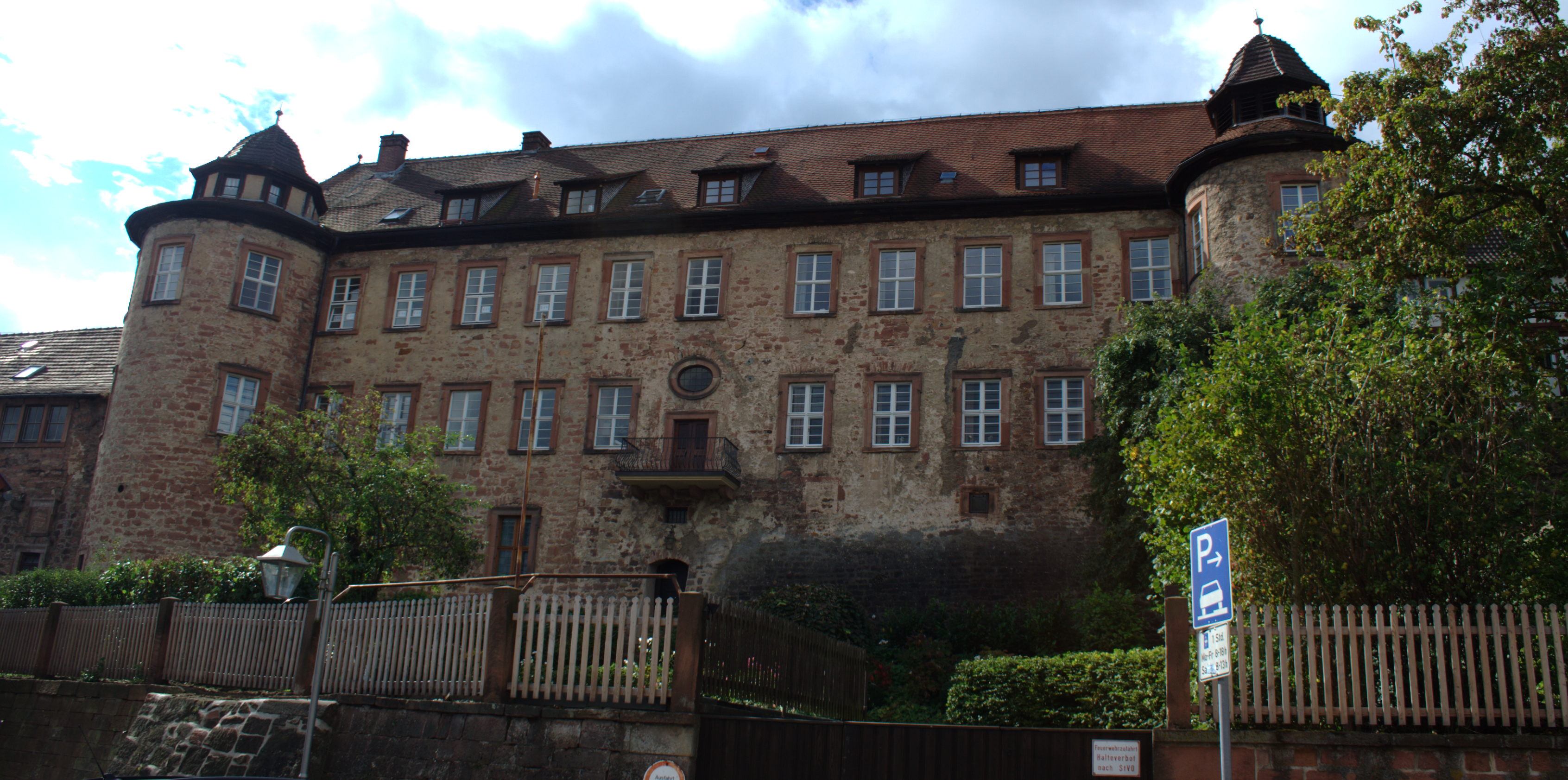
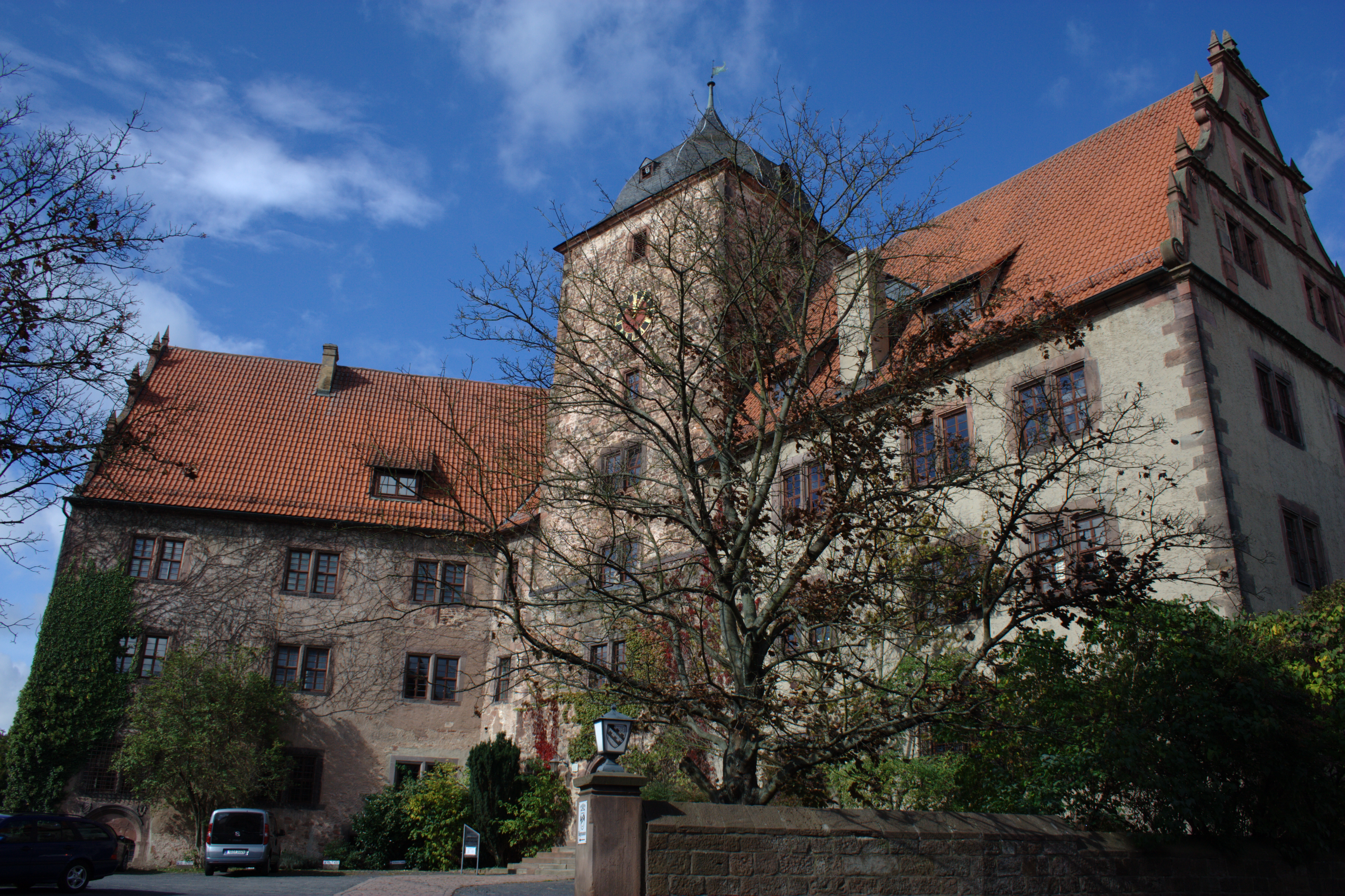